# Теодор Шерман Палмер
Теодор Шерман Палмер (англ. Theodore Sherman Palmer; 26 січня 1868, Окленд, штат Каліфорнія — 23 липня 1955, ) — американський біолог. На честь вченого названо вид гризунів Tamias palmeri.

## Біографія
У 1889 році він почав працювати у Відділі економічної орнітології і мамології Департаменту сільського господарства Сполучених Штатів. Палмер був членом близько 25 північноамериканських і 4 зарубіжних наукових або природоохоронних організацій. Він був віце-президентом Американського товариства теріологів з 1928 по 1934 рік, а також одним із засновників Національного Одюбонівського товариства. З 1900 по 1916 рік він був співробітником Служба рибних ресурсів та дикої природи США. Після своєї відставки в 1933 році він присвятив себе збереженню дикої природи й орнітології — він був секретарем Союзу американських орнітологів, а також мав біографічні та бібліографічні інтереси. У 1891 році він очолив експедицію для вивчення флори і фауни Долини Смерті. Його найважливіша робота, написана за понад 20 років і опублікована в 1904 році, Index Generum Mammalium.

## Описані таксони
- Dobsonia — рід криланів.

## Праці
- Jack Rabbits of United States (1897)
- List of Generic and Family Names of Redents (1897)
- Legislation for the Protection of Birds Other than Game Birds (1902)
- Review of Economic Ornithology in the United States (1900)
- Index Generum Mammalium (1904)
- Hunting Licenses (1904)
- Chronology and Index American Game Protection (1912)
- Game as a National Resource (1922)
- Place Names of the Death Valley Region (1948)
- Chronology of the Death Valley Region (1951)